# Entomogramma fautrix
Entomogramma fautrix là một loài bướm đêm trong họ Erebidae.